# Andrew Hampsten
Andrew Hampsten (ur. 7 kwietnia 1962 w Columbus, Ohio) – amerykański kolarz szosowy, zwycięzca Giro d’Italia w 1988 i etapu na L’Alpe d’Huez podczas Tour de France 1992.

## Kariera
Andy Hampsten został zauważony w roku 1985, kiedy wygrał 20. etap Giro d’Italia. W następnym roku podpisał kontrakt z drużyną Bernarda Hinaulta, La Vie Claire. W swoim pierwszym pełnym sezonie zawodowca wygrał Tour de Suisse i pomagał swojemu rodakowi i liderowi drużyny, Gregowi LeMondowi w zwycięstwie w Tour de France 1986. Sam ukończył ten wyścig na czwartym miejscu i zdobył białą koszulkę dla najlepszego młodego zawodnika. W rok później ponownie wygrał Tour de Suisse, tym razem jadąc dla drużyny 7-Eleven. Najważniejszym momentem w jego karierze był rok 1988 i udział w Giro d’Italia. Na krótkim, spektakularnym etapie na przełęcz Gavia Hampsten zaatakował jadąc w burzy śnieżnej i mrozie, co zaowocowało zdobyciem koszulki lidera (etap ukończył na drugim miejscu, za Holendrem Erikiem Breukinkiem. Jego zwycięstwo w całym wyścigu było pierwszym nie-Europejczyka (drugim został w 2012 r. Ryder Hesjedal). W ostatnim znaczącym występie w Tour de France w roku 1992 zostawił w tyle innych kolarzy i wygrał etap na Alpe d’Huez. Ponownie ukończył cały wyścig na czwartej pozycji, tracąc miejsce na podium podczas końcowej czasówki na rzecz Gianni'ego Bugno.
Władze miasta Grand Forks w Dakocie Północnej, gdzie kolarz wcześniej mieszkał, postanowiły nazwać jego imieniem 40-milowy system dróg rowerowych. Hampsten mieszka obecnie w Toskanii oraz w Boulder w stanie Kolorado.

### Zwycięstwa i ważniejsze sukcesy
1985
Gran Premio Yardley Gold de Montaña w Kolumbii
etap 20. Giro d’Italia
1986
Tour de Suisse (1. miejsce; wygrana w prologu)
Tour de France (4. miejsce;  najlepszy młody kolarz – Maillot blanc)
1987
Tour de Suisse (1. miejsce)
1988
Giro d’Italia (1. miejsce, lider klasyfikacji górskiej, 2 etapy)
1989
Subida a Urkiola
Giro d’Italia (3. miejsce)
1990
Subida a Urkiola
Tour de Suisse (3. miejsce; etap 7.)
1991
Tour de Suisse (3. miejsce; lider klasyfikacji górskiej)
1992
Tour de France (4. miejsce; etap 14. na L’Alpe d’Huez)
Tour de Romandie (1. miejsce; etap 3.)
1993
Tour de Galice (1. miejsce; etap 2.)
Tour de Romandie (3. miejsce)
1994
Tour de Romandie (3. miejsce)